# Melanip
Melanip (en grec antic Μελάνιππος), d'acord amb la mitologia grega, va ser un heroi de Tebes, fill d'Àstac.
Va combatre al costat dels tebans en la guerra dels set Cabdills. Etèocles el va escollir per defensar una de les set portes de la ciutat. Va matar Mecisteu i va lluitar contra Tideu al que va ferir mortalment. Amfiarau va matar immediatament Melanip i li tallà el cap, que va portar al moribund Tideu. Aquest li va obrir el crani i li va devorar el cervell. Atena, que havia pensat en donar la immortalitat a Tideu, es va horroritzar i no ho va voler fer, tot i que Zeus ja havia donat el seu consentiment. Amfiarau havia portat el cap de Melanip a Tideu perquè havia previst el que passaria i coneixia que era un salvatge. A més estava ressentit amb Tideu perquè havia estat el que va promoure l'expedició, que Amfiarau sabia que havia de sortir malament.
A Tebes s'ensenyava la tomba de Melanip, però en època història, Clístenes, tirà de Sició, va agafar les cendres de Melanip i les portà a Sició, on les va posar en el lloc de les cendres d'Adrast.